# Hancock County (Mississippi)
Das Hancock County ist ein County im US-Bundesstaat Mississippi. Das U.S. Census Bureau hat bei der Volkszählung 2020 eine Einwohnerzahl von 46.053 ermittelt.
Der Verwaltungssitz (County Seat) ist Bay Saint Louis, das nach Louis IX., König von Frankreich, benannt wurde.

## Geographie
Das County liegt im äußersten Süden von Mississippi am Golf von Mexiko und grenzt im Westen an Louisiana. Das Hancock County hat eine Fläche von 1431 Quadratkilometern, wovon 196 Quadratkilometer Wasserfläche sind. Es grenzt an folgende Countys und Parishes:
|                                | Pearl River County | Stone County    |
| St. Tammany Parish (Louisiana) |                    | Harrison County |
|                                |                    |                 |

## Geschichte

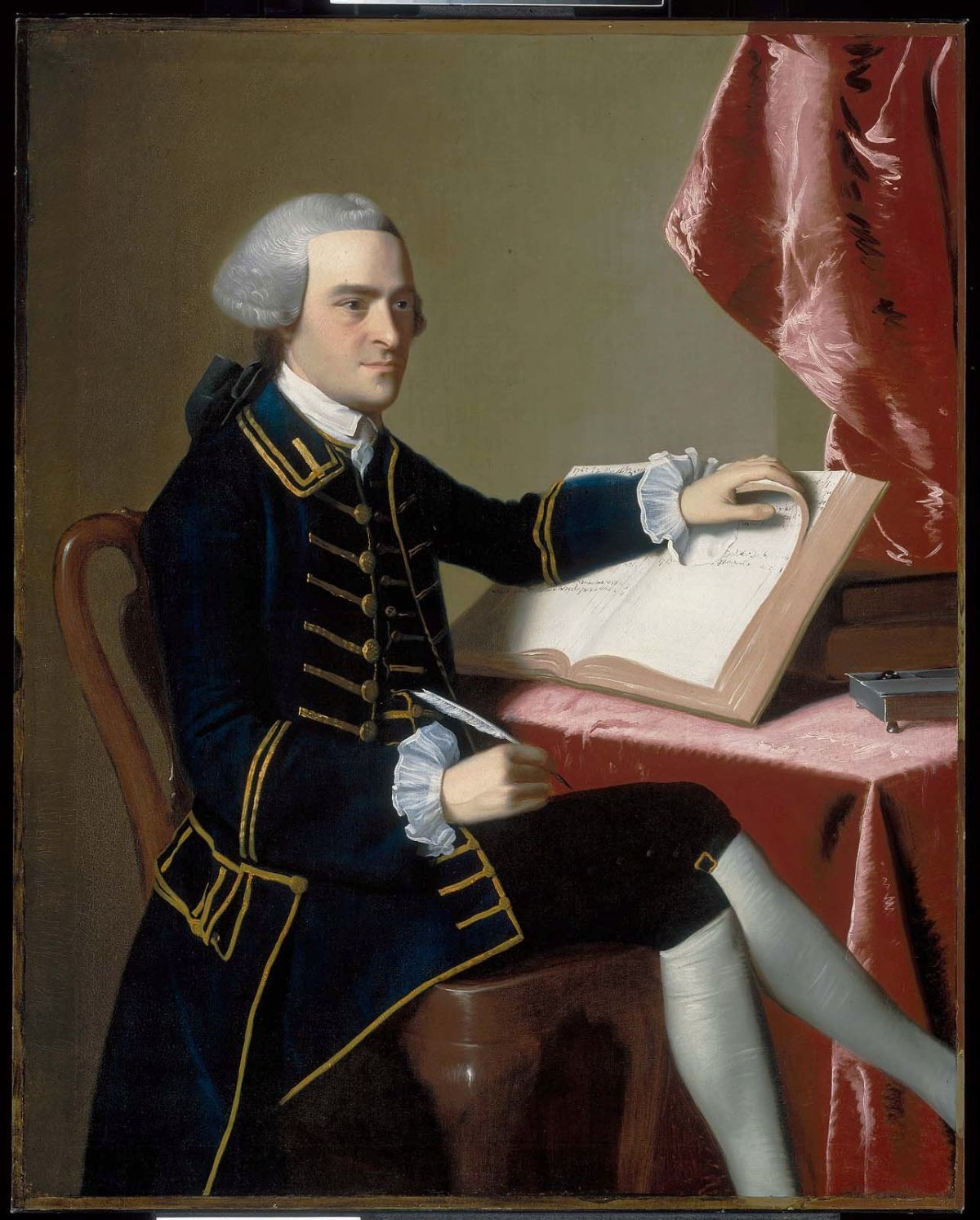
J. Hancock

Hancock County wurde am 18. Dezember 1812 aus Teilen des Mobile Districts gebildet. Benannt wurde es nach John Hancock, einem amerikanischen Kaufmann und einer der Führer des Aufstands gegen das britische Mutterland. Er war der dritte Präsident des Kontinentalkongresses und der erste Unterzeichner der Amerikanischen Unabhängigkeitserklärung sowie erster Gouverneur von Massachusetts.

Ein Ort hat den Status einer National Historic Landmark, der Rocket Propulsion Test Complex. 16 Bauwerke und Stätten des Countys sind insgesamt im National Register of Historic Places eingetragen (Stand 1. Februar 2018).

## Demografische Daten

Alterspyramide des Hancock Countys (Stand: 2000)

Nach der Volkszählung im Jahr 2000 lebten im Hancock County 42.967 Menschen in 16.897 Haushalten und 11.827 Familien. Die Bevölkerungsdichte betrug 35 Personen pro Quadratkilometer. Ethnisch betrachtet setzte sich die Bevölkerung zusammen aus 90,19 Prozent Weißen, 6,83 Prozent Afroamerikanern, 0,60 Prozent amerikanischen Ureinwohnern, 0,88 Prozent Asiaten, 0,04 Prozent Bewohnern aus dem pazifischen Inselraum und 0,33 Prozent aus anderen ethnischen Gruppen; 1,14 Prozent stammten von zwei oder mehr Ethnien ab. 1,80 Prozent der Bevölkerung waren spanischer oder lateinamerikanischer Abstammung, die verschiedenen der genannten Gruppen angehörten.
Von den 16.897 Haushalten hatten 31,5 Prozent Kinder unter 18 Jahren, die mit ihnen lebten. 53,9 Prozent waren verheiratete, zusammenlebende Paare, 11,3 Prozent waren allein erziehende Mütter und 30,0 Prozent waren keine Familien. 24,7 Prozent aller Haushalte waren Singlehaushalte und in 9,2 Prozent lebten Menschen im Alter von 65 Jahren oder darüber. Die durchschnittliche Haushaltsgröße lag bei 2,52 und die durchschnittliche Familiengröße bei 2,99 Personen.
25,1 Prozent der Bevölkerung war unter 18 Jahre alt, 7,3 Prozent zwischen 18 und 24, 28,0 Prozent zwischen 25 und 44, 25,6 Prozent zwischen 45 und 64 Jahre alt und 14,0 Prozent waren 65 Jahre oder älter. Das Durchschnittsalter betrug 38 Jahre. Auf 100 weibliche kamen statistisch 98,3 männliche Personen und auf 100 Frauen im Alter von 18 Jahren oder darüber kamen 95,5 Männer.

Das durchschnittliche Einkommen eines Haushaltes betrug 35.202 USD, das einer Familie 40.307 USD. Männer hatten ein durchschnittliches Einkommen von 32.229 USD, Frauen 22.066 USD. Das Prokopfeinkommen lag bei 17.748 USD. Etwa 11,2 Prozent der Familien und 14,4 Prozent der Bevölkerung lebten unterhalb der Armutsgrenze.

## Städte und Gemeinden
| - Bay Saint Louis - Bayou Caddy - Clermont Harbor | - Diamondhead - Kiln - Lakeshore | - Pearlington - Shoreline Park - Waveland |